# Frota branca
Frota Branca (em russo:  Белый флот, transl. Belyy flot) foram as formações navais do Movimento Branco durante a Guerra Civil de 1918-1922 na Rússia, que incluía frotas, flotilhas, destacamentos e outras formações de navios e embarcações auxiliares. A Frota Branca incluía navios de guerra especialmente construídos e navios mobilizados e requisitados.
O pessoal foi representado por oficiais da Marinha e marinheiros da frota militar e mercante russa, bem como oficiais dos exércitos terrestres.
As unidades navais da Frota Branca estavam subordinadas à liderança dos Exércitos Brancos.
No governo do Almirante Aleksandr Kolchak, quando ele era o Governante Supremo da Rússia, havia um Ministério da Marinha chefiado pelo Contra-Almirante Mikhail Ivanovich Smirnov. No entanto, o controle real foi significativamente limitado pela situação.